# ریچارد ادوین هیلز
ریچارد ادوین هیلز (انگلیسی: Richard Edwin Hills؛ زادهٔ ۳۰ سپتامبر ۱۹۴۵ – ۵ ژوئن ۲۰۲۲) یک دانشمند در زمینه اخترشناسی اهل بریتانیا بود، که برنده جایزه انجمن سلطنتی اخترشناسان بریتانیا شده بود.

## تحصیلات
ریچارد هیلز که در ۳۰ سپتامبر ۱۹۴۵ متولد شد و در مدرسه بدفورد تحصیل کرد، علوم طبیعی را در کالج کوئینز، کمبریج خواند و سپس برای تکمیل دکترای خود به دانشگاه کالیفرنیا برکلی رفت.